# Italo Gemini
Italo Gemini (Roma, 25 dicembre 1901 – Roma, 11 settembre 1984) è stato un imprenditore italiano nel campo cinematografico.

## Biografia
Nato in una famiglia di modeste condizioni economiche, ultimo di cinque figli (tre sorelle e due fratelli), ancora giovanissimo Italo Gemini è costretto dalle circostanze familiari a trovarsi un lavoro saltuario. Viene così impiegato come "maschera" in una sala cinematografica di terz'ordine, che per lui costituirà il primo incontro con quello che diverrà il suo impegno e la sua passione.
All'età di 15 anni, appena conseguita la licenza di avviamento al lavoro, Gemini viene reclutato dalla società costruttrice di motori per aviazione Ceirano di Torino, dove lavora come operaio fino al termine della Grande Guerra. Dopo la smobilitazione mette a frutto l'esperienza maturata in fabbrica lavorando in proprio come elettricista installatore. Nel 1923 sposa Argenta Valenti, una giovane rimasta vedova con una figlia piccola di nome Tina.
Nel 1925 apprende che la sala cinematografica "Colonna" (sita nel centro di Roma, nei pressi di via del Tritone) è in vendita, e decide di acquistarla utilizzando i suoi risparmi e un prestito garantitogli da un amico di famiglia. Diviene così impresario cinematografico, e per attirare spettatori ha un'idea geniale inventando il "doppio spettacolo" e pubblicizzandolo con lo slogan "Due film con una lira". Ben presto il successo di questa trovata gli consente di ripagare i debiti contratti, e di acquistare nel 1930 anche il cinema "Capranica", sito nell'omonima piazza. A questi nel 1938 si aggiungerà il cinema "Trionfale", che Gemini ristrutturò e ribattezzò "Giulio Cesare" dal nome della via in cui si trova ancora oggi.
Grazie anche alla crescente popolarità del cinema come intrattenimento popolare, dovuta all'avvento del film sonoro, Gemini inizia così a costruire un vero e proprio "impero" di sale cinematografiche, che nel periodo di massima espansione arrivò a contare ben 18 cinematografi situati in quasi tutti i quartieri della capitale. Oltre ad acquistare i cinema già in esercizio, spesso ubicati in locali angusti e inadatti, Gemini intraprende anche la costruzione di nuove ed ampie sale cinematografiche costruite seguendo moderni criteri di ingegneria acustica nei quartieri popolari, dove esse erano pressoché assenti.
Un'altra felice intuizione di Gemini fu di acquistare nel 1943, in piena guerra, un palazzo di appartamenti sito in Piazza Montecitorio, proprio di fronte al palazzo che ospita la Camera dei deputati, che fece ristrutturare come albergo con il nome "Albergo Nazionale". Dopo pochi mesi le forze alleate misero fine all'occupazione nazista della capitale, e scelsero proprio l'albergo di Gemini come loro quartier generale, data la sua posizione strategica. Ancora oggi l'albergo è gestito dai discendenti di Italo Gemini.

## Da imprenditore a politico
Nell'immediato dopoguerra Italo Gemini costituisce la "Società esercizi cinematografici Italo Gemini", della quale diviene amministratore unico. È anche tra i fondatori dell'AGIS (Associazione Generale Italiana dello Spettacolo) della quale ricoprirà la carica di presidente dal 1946 al 1980. In questa veste nel 1947 stringe rapporti di collaborazione con Giulio Andreotti, all'epoca giovane Sottosegretario di Stato alla Presidenza del Consiglio e contribuì fattivamente, come esperto del settore, alla stesura della più importante legislazione sul cinema e sul teatro.
Inoltre dal 1954 al 1956 riveste la carica di presidente dell'Unione Internazionale dell'Esercizio Cinematografico (Uiec), nella cui veste partecipò alla costituzione dell'Unione Europea dello spettacolo cinematografico (Uesc), cui aderiscono le associazioni nazionali degli esercenti dei paesi aderenti alla UE.
Italo Gemini fu inoltre tra i promotori del Premio David di Donatello, di cui fu a lungo presidente della fondazione. Insieme a Giulio Onesti, presidente del CONI, promosse anche l'istituzione del Festival internazionale del cinema sportivo.

## Il rapporto con San Felice Circeo
Nel 1934 Italo Gemini venne invitato a recarsi nelle terre bonificate dell'Agro Pontino, e si fermò per qualche giorno a San Felice Circeo, che allora era un povero villaggio di poche case arroccate sul fianco della montagna. Gemini si innamorò della località, e nel 1938 acquistò un terreno nei dintorni con un vecchio casino di caccia, che fece ristrutturare ed ampliare, e dove trascorse la villeggiatura ogni anno. Nel 1955 si candidò alle elezioni locali per la DC e venne eletto sindaco del paese, carica che mantenne sino al 1962 quando venne costretto a dimettersi a causa della bocciatura del suo piano regolatore.
Sotto la sua amministrazione la cittadina attraversò un periodo di intenso sviluppo come località di villeggiatura alla moda, grazie anche all'ampio programma di lavori pubblici intrapreso (tra cui acquedotto, scuole, fognature, strade, cimitero, ecc.) e soprattutto agli inviti che Gemini rivolgeva a personaggi del cinema e dello spettacolo a trascorrervi le vacanze, generando pubblicità gratuita sulle riviste e sui giornali.
Nel 1980 si ritirò a vita privata, e nel 1984 cadde vittima di un ictus cerebrale. Alla sua memoria è dedicato uno dei principali parchi cittadini di San Felice Circeo e Largo Italo Gemini in V.G.Falloppio, 1 00161 Roma ex sede dell'Agis.